# Phaps histrionica
Phaps histrionica là một loài chim trong họ Columbidae.